# Estadio Juan Gobán
El Estadio Juan Gobán es un estadio de fútbol que está ubicado en Limón, cabecera de la provincia del mismo nombre, en la costa del Caribe de Costa Rica.
El inmueble fue sede del club Asociación Deportiva Limonense pero debido al mal estado en que se encontraban las instalaciones tuvieron que abandonarlo temporalmente e ir al Estadio Nuevo de Limón.

## Remodelaciones
En febrero de 2010 se le instaló un césped sintético con medidas de 91 metros de largo por 72 de ancho. Las siguientes reformas comprendieron la construcción de palcos, zonas de prensa, remodelación completa de los camerinos e instalación de iluminación artificial.
En setiembre de 2010, el estadio Juan Gobán fue reabierto luego de una serie de remodelaciones a las que fue sometido que implicó año y medio de trabajos, además de una inversión cercana al $1 millón, 800 mil dólares.
Entre las novedades, está la ampliación de la zona de camerinos de dos a cuatro, una sala de pesas, una sala dopaje, lavandería, cuatro sodas, dos oficinas, la instalación de 20 servicios sanitarios y una zona VIP para 220 personas. Además de la sustitución total del techo de la gradería de sombra.
En general la capacidad del reducto se amplió a 2349 personas. 
El estadio es sede del equipo Limón Black Star de la Segunda División de Costa Rica.

## Origen del nombre
Juan Gobán Quirós fue un destacado deportista limonense y es un miembro del Salón de la Fama del Deporte Costarricense (Fútbol 1977). En su homenaje el estadio de Limón se bautizó con su nombre en vez del original "Plaza Iglesias", luego de su inauguración en 1964.
Gobán nació en la ciudad de San José, en el barrio llamado Las Pilas, calle de los Cementerios en el año 1904; trasladándose a Puerto Limón siendo aún muy niño. Su carrera deportiva abarcó varias disciplinas, como boxeo, béisbol, baloncesto, natación y cricket. Sin embargo, su principal actividad fue en el campo del fútbol, destacándose por su capacidad de jugar en todas las posiciones.
En 1921 comenzó a jugar a fútbol con el equipo Gimnástica Limonense, figurando como centro delantero, siendo poco después contratado por el Club Sport La Libertad, donde practicó además del fútbol, el béisbol con gran suceso.
Juan Gobán murió a muy corta edad (26 años) por un cáncer devastador, en 1930; recordándose siempre su ejemplar y fructífera vida deportiva. 